# Légion des Fédérées
La légion des Fédérées, aussi appelée  légion des Femmes, bataillon des Femmes ou bataillon des Fédérées, est un groupe armé féminin actif durant la Commune de Paris en mai 1871. Il est fondé dans le 12e arrondissement et a pour mission de chasser les réfractaires de la Garde nationale, sans toutefois ni sortir de Paris ni participer aux combats.
La légion est organisée militairement, avec uniformes, parades et porte-drapeau, et est dirigée par deux femmes gradées : la colonelle Adélaïde Valentin et la capitaine Louise Neckbecker. Ses membres tiennent plusieurs réunions dans des clubs importants où elles incitent les Parisiens à prendre les armes. Elles sont estimées de vingt à cent et sont pour la plupart issues des milieux populaires.
La présence de la légion est attestée par de nombreux témoignages, même si les rares membres connues qui sont passées en conseil de guerre ont tenté d'atténuer leurs faits — elles sont lourdement condamnées.

## Contexte
Le 12e arrondissement est très engagé au sein du mouvement communard. Son maire, Philippe, aussi élu au conseil de la Commune, s'implique particulièrement dans la « chasse aux réfractaires », les hommes qui désertent les rangs de la Garde nationale. Aux côtés d'Auguste Audebrant, commissaire de police du quartier des Quinze-Vingts, et de Jules Montels, colonel de la XIIe légion de la Garde nationale, Philippe est à la tête d'une commission militaire qui siège à la mairie et au « comité de la rue d'Aligre », 5, rue d'Aligre.
La poursuite des réfractaires est une activité déjà effectuée par des femmes, autonomes de toute organisation, comme l'attestent plusieurs témoignages. Elle continue en parallèle après la constitution de la légion.
Au sein du 12e arrondissement, le club Éloi est le point névralgique de l'action révolutionnaire  (durant la Commune, les clubs sont des lieux d'échange et de pouvoir politique, accessibles à tous). Y débattent élus de la Commune, fonctionnaires de la mairie, officiers de la Garde nationale ainsi que de nombreuses femmes. Fin avril, un Comité de républicaines est formé et reconnu par le pouvoir de l'arrondissement. Parmi ces membres, figurent Julie Magot et peut-être Adélaïde Valentin, deux futures femmes engagées au sein de la légion des Fédérées. Cette dernière est d'ailleurs une des fondatrices de l'Union des femmes pour la défense de Paris et les soins aux blessés, mouvement majeur dans l'organisation des forces féminines.

## Formation

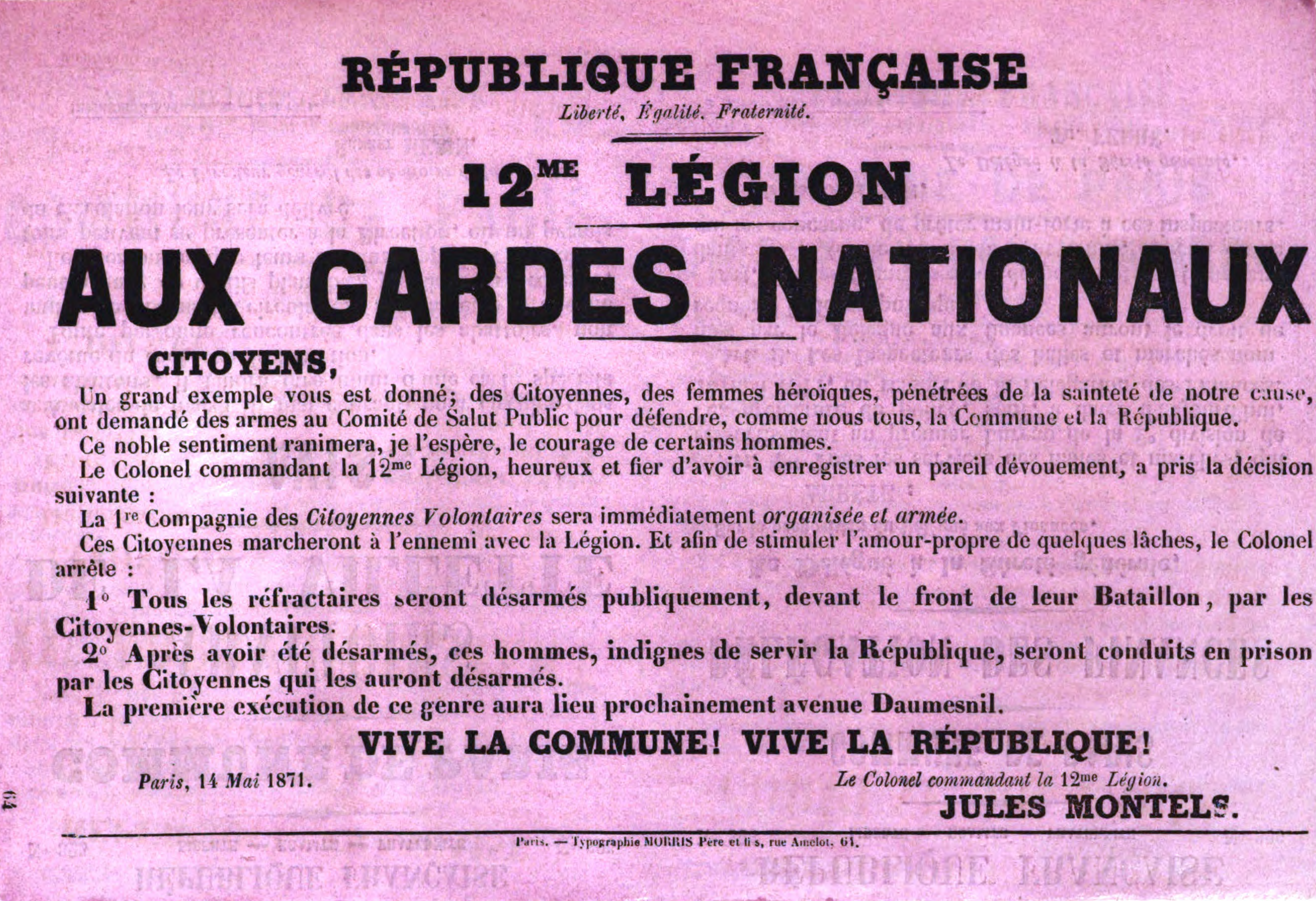
Proclamation de la 1re compagnie des citoyennes volontaires, signée par Jules Montels (issu des Murailles politiques françaises, 1874).

Le 10 mai 1871, le lendemain de sa prise de fonction en tant que colonel de la XIIe légion de la Garde nationale (c'est-à-dire des Fédérés du 12e arrondissement), Jules Montels, jusque là commandant du 173e bataillon, fonde la « 1re compagnie des citoyennes volontaires ». La nouvelle est placardée : « Aux gardes nationaux de la 12e légion. [...] Un grand exemple vous est donné : des citoyennes, des femmes héroïques, pénétrées de la sainteté de notre cause, ont demandé des armes au Comité de Salut public pour défendre, comme nous tous, la Commune et la République. » Leur fonction est précisée : les femmes désarmeront les réfractaires « publiquement, devant le front de leur bataillon », puis « ces hommes, indignes de la République, seront conduits en prison par les citoyennes qui les auront désarmés ».
La légion est formée en quelques jours. Benoît Malon, membre du Conseil de la Commune, écrit après la chute de la Commune : « le 12 mai, une compagnie de femmes volontaires organisée et armée marchait avec la douzième légion ».

## Organisation
Selon les témoins, le nombre de femmes varie de vingt à cent. Elles portent une tenue avec un brassard et une ceinture de couleur rouge et, surtout, elles sont armées. La présence des armes est attestée par des témoignages extérieurs — puisque les intéressées le nient devant le conseil de guerre — qui mentionnent la présence de revolvers et de fusils personnels. Les volontaires sont organisées militairement, avec des femmes gradées à leur tête, et de nombreux témoignages, conservés dans les dossiers de justice militaire, attestent plusieurs défilés depuis la place de la Bastille jusqu'à la mairie du 12e arrondissement,.

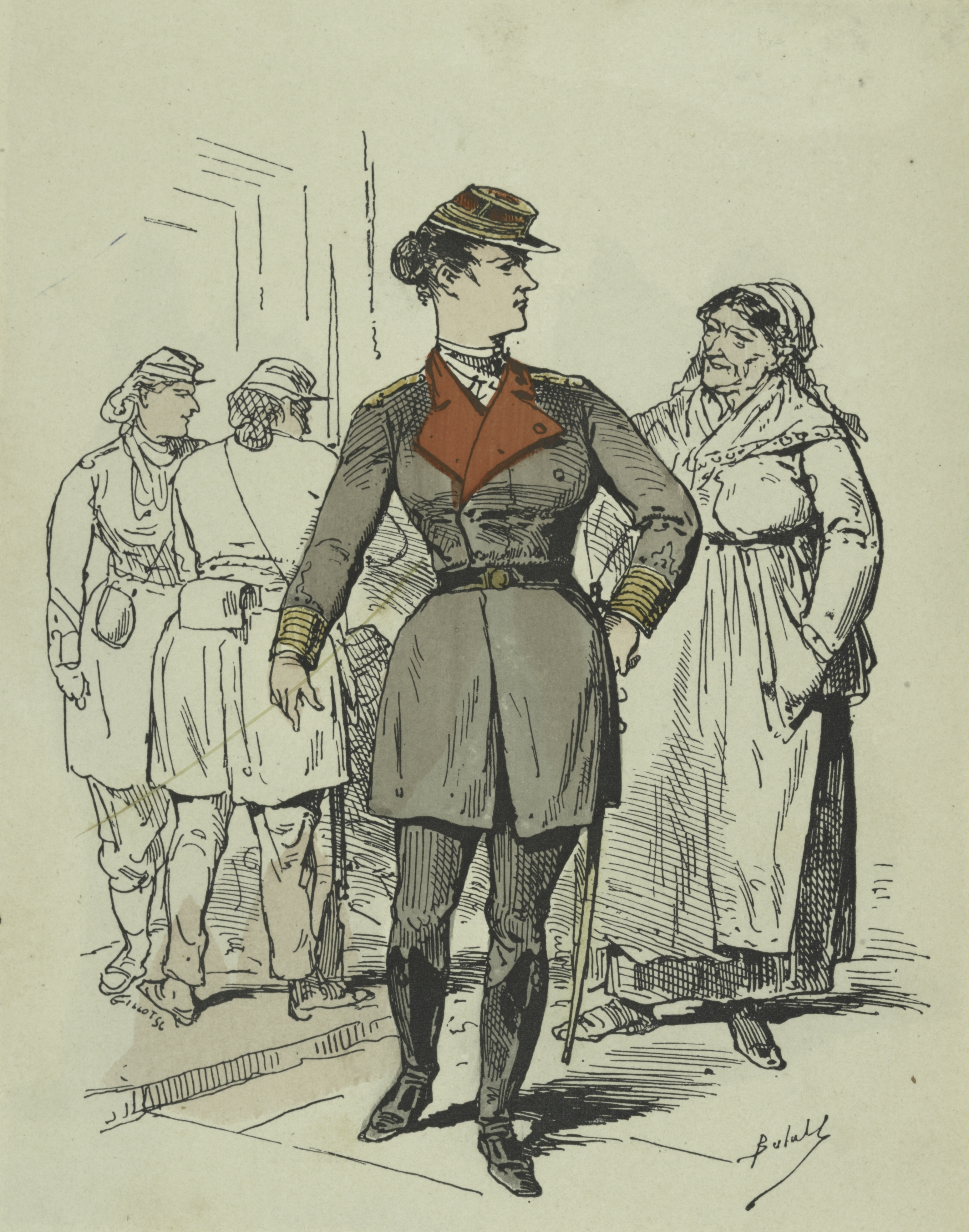
« La colonelle », par Bertall en 1871 dans Les Communeux : Types, caractères, costumes.

L'unité est dirigée par la colonelle Adélaïde Valentin, ouvrière, qui est secondée par la capitaine Louise Neckbecker, passementière. Plusieurs témoignages concordent sur le rôle de la « colonelle Valentin », mais aucune trace directe n'a été retrouvée à propos de ses actions. Selon des témoins, la couturière Marie Catherine Rogissart est porte-drapeau.

## Mission
Les femmes ont pour charge d'arrêter les réfractaires ou de les signaler aux gardes nationaux. Il s'agit avant tout d'une mission d'exemple : les hommes réfractaires sont humiliés publiquement par des femmes qui ont pris les armes. Leur action armée reste à l'écart du front et des combats, est seulement tournée vers l'intérieur de la ville et doit être secondée par la force masculine.
De nombreux hommes témoignent avoir été arrêtés par la Garde nationale sur dénonciation de ces femmes ; ils les décrivent comme des « mégères » ou des « terreurs dans le quartier ».
En outre, les fédérées se réunissent régulièrement au club Éloi, sis à l'église Saint-Éloi du 12e arrondissement, où elles organisent neuf réunions à partir du 10 mai. Elles exhortent les femmes à les rejoindre ; plusieurs de leurs prises de paroles sont remarquées par Paul Fontoulieu, auteur de Les Églises de Paris sous la Commune, un témoin anti-communard mais généralement fiable,. Entre autres, la colonelle Adélaïde Valentin aurait menacé les hommes par les armes s'ils ne rejoignaient pas le front.

## Composition et membres
D'après les dossiers militaires des femmes supposées être membres de la légion et ceux des femmes mentionnées dans ces dossiers, l'historien Quentin Deluermoz analyse que les membres de la légion des Fédérées sont pour l'essentiel issues des milieux populaires (elles sont passementières, couturières, etc.), mais souvent liées par leur mari ou leur famille au pouvoir du 12e arrondissement. Par exemple, l'une des fédérées, Julie Magot, née Armand, est l'épouse du délégué à la mairie Louis Magot,.
Excepté quelques noms connus  — Ménard, Ciron, Lambin —, Julie Magot, Louise Neckbecker, Marie Rogissart et Adélaïde Valentin sont les seules membres de la légion des Fédérées dont le parcours nous soit parvenu.

## Disparition

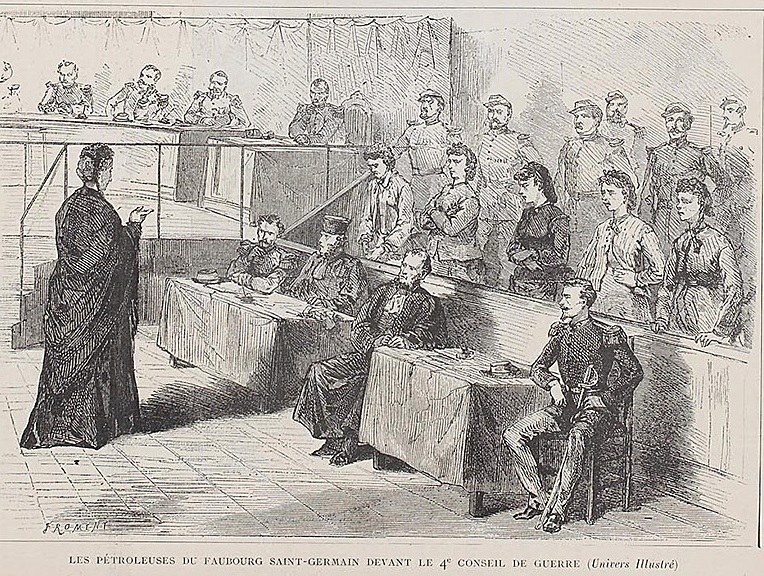
Les pétroleuses du faubourg Saint-Germain devant le 4e conseil de guerre, L'Univers illustré, gravure de 1871. Archives nationales, Paris.

La légion des Fédérées disparaît durant la Semaine sanglante, entre le 21 et le 28 mai 1871, qui voit l'entrée des Versaillais dans Paris et la chute de la Commune. La veille, Adélaïde Valentin appelle au club des Pétroleuses du 18e arrondissement,
selon le procès-verbal de la séance, « toutes les citoyennes à se rendre utiles à la cause que nous défendons aujourd'hui ; elle dit de garder les postes dans Paris tandis que les hommes iront au combat ».
Les combattantes de la légion arrêtées subissent de lourdes condamnations, jusqu'à la déportation, ; Julie Magot et son époux sont condamnés à de la prison, Louise Neckbecker est condamnée à cinq ans de prison et à dix ans de surveillance, Marie Catherine Rogissart à sept ans de travaux forcés en Nouvelle-Calédonie. Le devenir de la colonelle Adélaïde Valentin n'est pas connu.

## Historiographie
La légion des Fédérées est le groupe de femmes armées actif durant la Commune le mieux documenté. Elle fait l'objet de peu de travaux académiques. Seul l'historien britannique Martin Philip Johnson lui consacre un important article, en 1994, dans la revue French History.